# JailbreakMe
JailbreakMe是一个iOS越狱工具，由越狱开发者comex维护并开发。JailbreakMe利用了iOS版Safari的漏洞使浏览器崩溃来达到越狱的目的，如JailbreakMe 3.0就利用了Safari显示PDF文稿时的一个漏洞。 不同于 Blackra1n、redsn0w、Absinthe等其他越狱工具，使用JailbreakMe越狱时不需要连接至一台Mac或PC。在使得Safari崩溃后，会自动添加Cydia到桌面。首次运行Cydia后，就可以完成越狱了。JailbreakMe所有版本均为完美越狱，即不需要引导启动。越狱时仅需打开Safari浏览器，登入jailbreakme.com （页面存档备份，存于）即可。

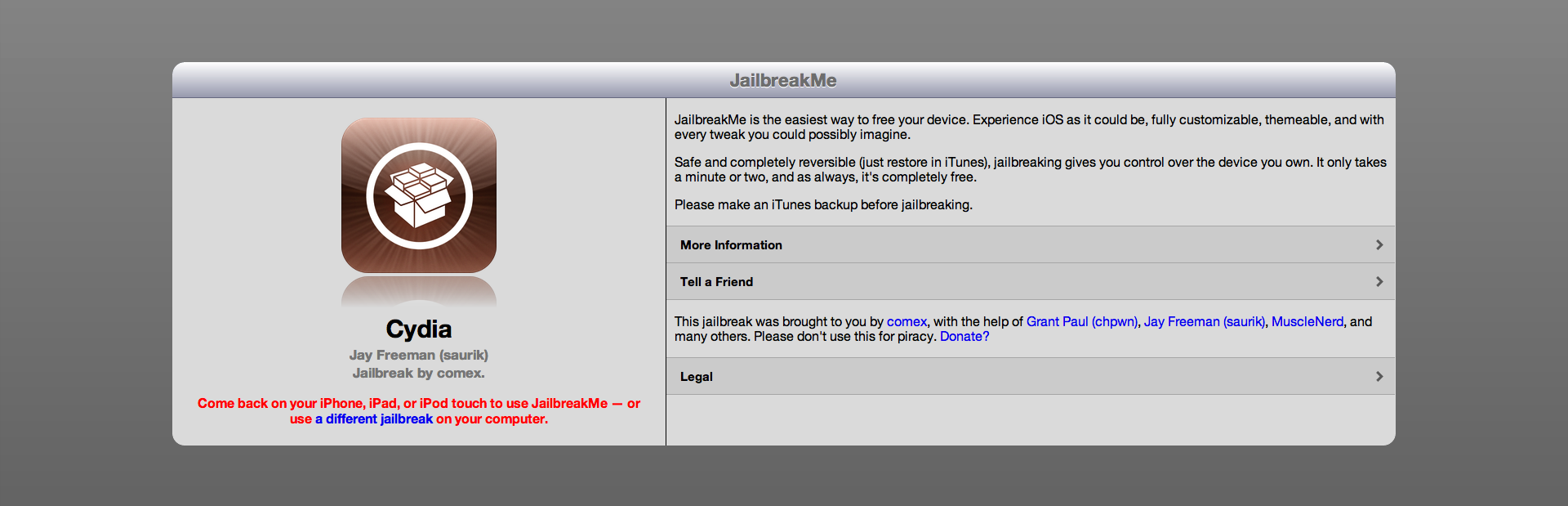
JailbreakMe 3.0

JailbreakMe的第一个版本是在2007年用于越狱基于1.1.1固件的第一代iPhone和iPod touch的。JailbreakMe的第二个版本出现于2010年8月用于基于4.0.1或更早版本的越狱。JailbreakMe的第三个版本发布于2011年7月，用以越狱4.3到4.3.3固件。已经至少有两百万的设备通过JailbreakMe 3.0越狱 。但是随着comex被苹果招安，他也宣布了不再从事越狱开发。但是JailbreakMe依然会提供越狱服务。

## 版本

### JailbreakMe 1.0
1.0的JailbreakMe开始于2007年，提供用于1.1.1固件的第一代iPhone和iPod touch越狱，它利用了一个Safari的tiff漏洞来安装installer.app。苹果通过1.1.2固件修复了这个漏洞。

### JailbreakMe 2.0 Star
2010年8月1日，comex公布了JailbreakMe 2.0，它利用了在渲染PDF文件时的FreeType字体解析器漏洞。它是第一个iPhone 4越狱工具，可以越狱iOS 3.1.2-4.0.1的iPhone,iPad,iPod touch 。苹果在iOS 4.0.2时，封堵了这个漏洞。

### JailbreakMe 3.0 Saffron
JailbreakMe 3.0于2011年7月6日发布。适用于iOS 4.3-4.3.3的所有iOS设备。这也是首个公开的iPad 2越狱 。JailbreakMe 3.0依然利用了FreeType字体解析器漏洞。comex也提供了一个免费的修复补丁，用户在越狱后可以通过Cydia免费下载。
在正式版发布的前几天，有人现行发布了与JailbreakMe 3.0同样漏洞的越狱工具，声称是JailbreakMe 3.0的测试版，但是仅提供iPad 2的iOS 4.3越狱，而当测试版工具发出时，最新的iOS固件已经是4.3.2了。
7月15日，苹果发布了4.3.4和4.2.9来修补这个漏洞。

## 被苹果招安后的JailbreakMe
comex在2011年8月被苹果以实习生身份聘用，他在twitter上宣称以后不再从事越狱活动。JailbreakMe依然会提供越狱服务，但是不会提供新版本的iOS的越狱服务。

## 支持设备
| 设备名称                         | 支持越狱的iOS固件版本        |
| -------------------------------- | ---------------------------- |
| 第一代iPhone                     | 3.1.2 到 3.1.3               |
| iPhone 3G                        | 3.1.2 到 4.0.1               |
| iPhone 3GS                       | 3.1.2 到 4.0.1, 4.3 到 4.3.3 |
| iPhone 4 GSM版本                 | 4.0 到 4.0.1, 4.3 到 4.3.3   |
| iPhone 4 CDMA版本                | 4.2.6 到 4.2.8               |
| 第一代iPod Touch                 | 3.1.2 到 3.1.3               |
| 第二代iPod Touch (MB model)      | 3.1.2 到 4.0                 |
| 第二代iPod Touch (8 GB MC model) | 3.1.2 到 4.0                 |
| 第三代iPod Touch                 | 4.3, 4.3.2, 4.3.3            |
| 第四代iPod Touch                 | 4.3 到 4.3.3                 |
| iPad Wi-Fi版本                   | 3.2 到 3.2.1, 4.3 到 4.3.3   |
| iPad Wi-Fi + 3G 版本             | 3.2 到 3.2.1, 4.3 到 4.3.3   |
| iPad 2 Wi-Fi 版本                | 4.3.3                        |
| iPad 2 Wi-Fi + 3G 版本           | 4.3.3                        |

## 脚注
1. ↑  有时也被翻译作“黑雨”
2. ↑  有时也被翻译作“红雪”
3. ↑  经常会被人误解、误翻译为“绿毒”（greenpois0n），但实际上两者是不同的越狱工具。被翻译成“绿毒”的有“greenpois0n”，“Chronic Dev Team（绿毒小组）”和常常被误解的“Absinthe”
4. ↑  也包括运行Linux的PC
5. ↑  针对于GSM版本的iPhone 4和所有的iPad,iPod touch型号
6. ↑  针对于CDMA版本的iPhone 4
7. 1 2  在正式版JailbreakMe推出之前，先泄漏出来的用同样PDF漏洞越狱的“测试版”也可以越狱4.3版本，但不可以越狱4.3以后的版本，而当时测试版泄漏出来时已经有了4.3.2